# Atletica leggera ai Giochi della XXII Olimpiade - Lancio del martello

Video della gara (dal film ufficiale dei Giochi. La gara compare dal minuto 97:30 al minuto 99:35)

Video della gara (i lanci di Sedych)

Il lancio del martello ha fatto parte del programma maschile di atletica leggera ai Giochi della XXII Olimpiade. La competizione si è svolta nei giorni 30 e 31 luglio 1980 allo Stadio Lenin di Mosca.

## Presenze ed assenze dei campioni in carica
| Competizione         | Atleta          | Prestazione | Mosca 1980 |
| -------------------- | --------------- | ----------- | ---------- |
| Olimpiadi 1976       | Jurij Sedych    | 77,52 m     | Presente   |
| Europei 1978         | Jurij Sedych    | 77,28 m     | Presente   |
| Coppa del mondo 1979 | Sergej Litvinov | 78,70 m     | Presente   |

### Assenti a causa del boicottaggio
| Campione del Commonwealth   | 71,10 | 1978      | Peter Farmer        |
| Campione asiatico           | 68,26 | 1978      | Shigenobu Murofushi |
| Campione panamericano       | 69,64 | 1979      | Scott Neilson       |
| Sesto atleta della stagione | 80,00 | 24 maggio | Karl-Hans Riehm     |

## La gara
Il favorito è il campione uscente Jurij Sedych, che in qualificazione scaglia l'attrezzo a 78,22, nuovo record olimpico.
In finale il sovietico piazza la botta vincente al primo lancio, stabilendo con 81,80 il nuovo record del mondo. Nel corso della gara, poi, supera gli 80 metri altre 3 volte. Sul podio gli fanno da corona i connazionali Litvinov e Tamm.

## Risultati

### Turno eliminatorio
Qualificazione72,00 m
Otto atleti ottengono la misura richiesta. Ad essi vanno aggiunti i 4 migliori lanci, fino a 69,38 m.

La miglior prestazione appartiene a Jurij Sedych (URS), con 78,22 m ().

### Finale
| Pos | Paese            | Atleta          | Misura  |
| --- | ---------------- | --------------- | ------- |
|     | Unione Sovietica | Jurij Sedych    | 81,80 m |
|     | Unione Sovietica | Sergej Litvinov | 80,64 m |
|     | Unione Sovietica | Jüri Tamm       | 78,96 m |